# دانييلا توماس
دانييلا توماس (بالبرتغالية: Daniela Thomas‏) هي كاتبة مسرحية وكاتبة سيناريو ومخرجة برازيلية، ولدت في 1959 في ريو دي جانيرو في البرازيل.

## وصلات خارجية
- دانييلا توماس على موقع IMDb (الإنجليزية)
- دانييلا توماس على موقع روتن توميتوز (الإنجليزية)
- دانييلا توماس على موقع ألو سيني (الفرنسية)
- دانييلا توماس على موقع أول موفي (الإنجليزية)
- دانييلا توماس على موقع قاعدة بيانات الأفلام السويدية (السويدية)
- دانييلا توماس على موقع قاعدة بيانات الفيلم (الإنجليزية)
- دانييلا توماس على موقع كينوبويسك (الروسية)